# هانس نس
هانس نس (انگلیسی: Hans Næss; ۳ نوامبر ۱۸۸۶ – ۱۰ دسامبر ۱۹۵۸) قایقران قایق بادبانی اهل نروژ بود.